# Росіяни йдуть

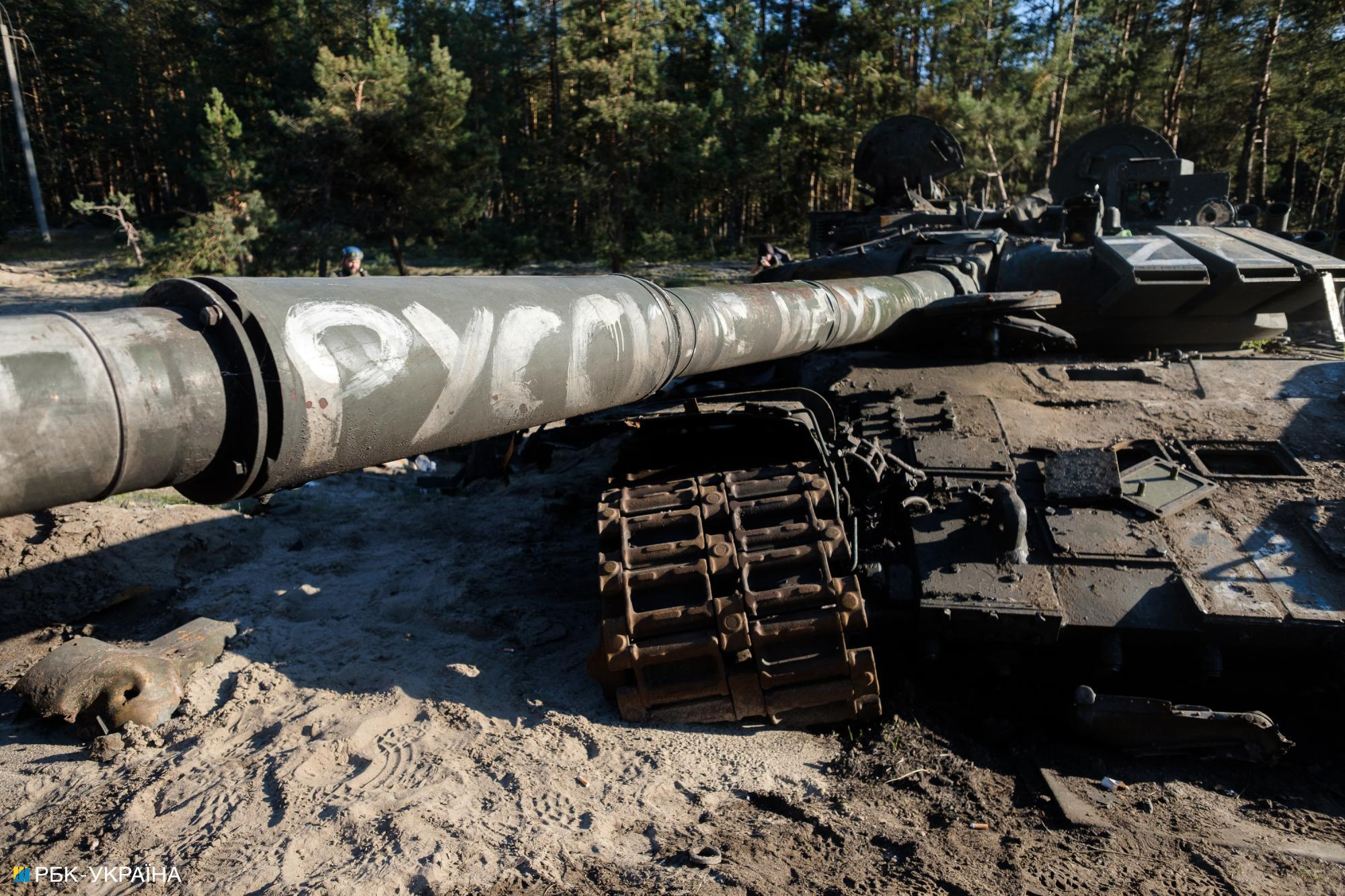
Фраза на танку, залишеному російською армією в Куп'янську

Росіяни йдуть! (англ. The Russians are coming; повністю — англ. The Russians are coming. The Russians are coming. They’re right around. I’ve seen Russian soldiers! The Russians є coming. They're right around. I've seen Russian soldiers! — «Росіяни йдуть. Росіяни йдуть. Вони тут. Я бачив російських солдатів!») — крилатий вираз часів холодної війни, що символізує військову загрозу країнам НАТО з боку СРСР.

## Опис
Вираз використовувався за часів маккартизму («полювання на відьом») як для нагнітання суспільних настроїв проти комуністів та соціалістів, так і в протилежних цілях — для іронії над маккартистами, які перебільшували небезпеку комуністичної загрози.
22 травня 1949 Джеймс Форрестол, перший (на той час колишній) міністр оборони США, перебуваючи в психіатричній лікарні, наклав на себе руки, викинувшись з вікна. Під час хвороби, згідно з поширеною розповіддю, він марив, повторюючи слова The Russians are coming.
На цей же епізод натякає назва американської сатиричної кінокомедії Нормана Джуїсона «Росіяни йдуть! Росіяни йдуть!» (1966).
Нині вживається деякими російськими патріотичними організаціями.
«Росіяни йдуть» — назва циклу з чотирьох книг російського письменника Юрія Нікітіна, в якому описується Росія, яка починає приймати іслам і об'єднується з ісламським світом у боротьбі проти Сполучених Штатів Америки.
У 2004 на виборах до Європарламенту гасло використовувала латвійська партія ЗаПЧЕЛ, що відстоює тезу про рівноправність російськомовного населення в Латвії.